# Taeniolella alta
Taeniolella alta är en lavart som först beskrevs av Christian Gottfried Ehrenberg, och fick sitt nu gällande namn av S. Hughes 1958. Taeniolella alta ingår i släktet Taeniolella och familjen Mytilinidiaceae.   Inga underarter finns listade i Catalogue of Life.